# Lindab Arena
Lindab Arena – kryte lodowisko położone w Ängelholm, na którym swoje mecze rozgrywa drużyna hokejowa SHL – Rögle BK. Obiekt powstał w 2008 roku i może pomieścić 5 051 widzów.